# Lavasoa-Ambatotsirongorongo
De Lavasoa-Ambatotsirongorongo is een bergketen in het zuiden van Madagaskar die bestaat uit de volgende drie bergen:
1. Grand Lavasoa (823 meter hoog)
2. Petit Lavasoa (617 meter hoog)
3. Ambatotsirongorongo (438 meter hoog)

In 2013 werd in deze bergketen een nieuwe diersoort ontdekt, namelijk Cheirogaleus lavasoensis. Dit is een kleine nocturnale katmaki die endemisch is in drie niet al te grote bosachtige gebieden in de Lavasoa-Ambatotsirongorongo, waarnaar de diersoort is vernoemd.